# 全国飲食業生活衛生同業組合連合会
全国飲食業生活衛生同業組合連合会（ぜんこくいんしょくぎょうせいかつえいせいどうぎょうくみあいれんごうかい、全飲連）は全国41都道府県に存在する飲食業生活衛生同業組合の全国組織。

## 沿革
1957年（昭和32年）6月「環境衛生関係営業の運営の適正化に関する法律」（現：「生活衛生関係営業の運営の適正化及び振興に関する法律」）が施行された。同法に基づき都道府県ごとの組合の中央連合体として1959年（昭和34年）12月16日設立、同日厚生大臣（現厚生労働大臣）より認可された団体である。

## 概要
各都道府県の会員数の総計は12万を超える飲食業界としては最大の団体である。また、他の生活衛生同業組合連合会の中でも最大である。